# Aplonis panayensis
El estornino bronceado (Aplonis panayensis) es una especie de ave paseriforme de la familia Sturnidae que habita en el sudeste asiático. 

## Descripción

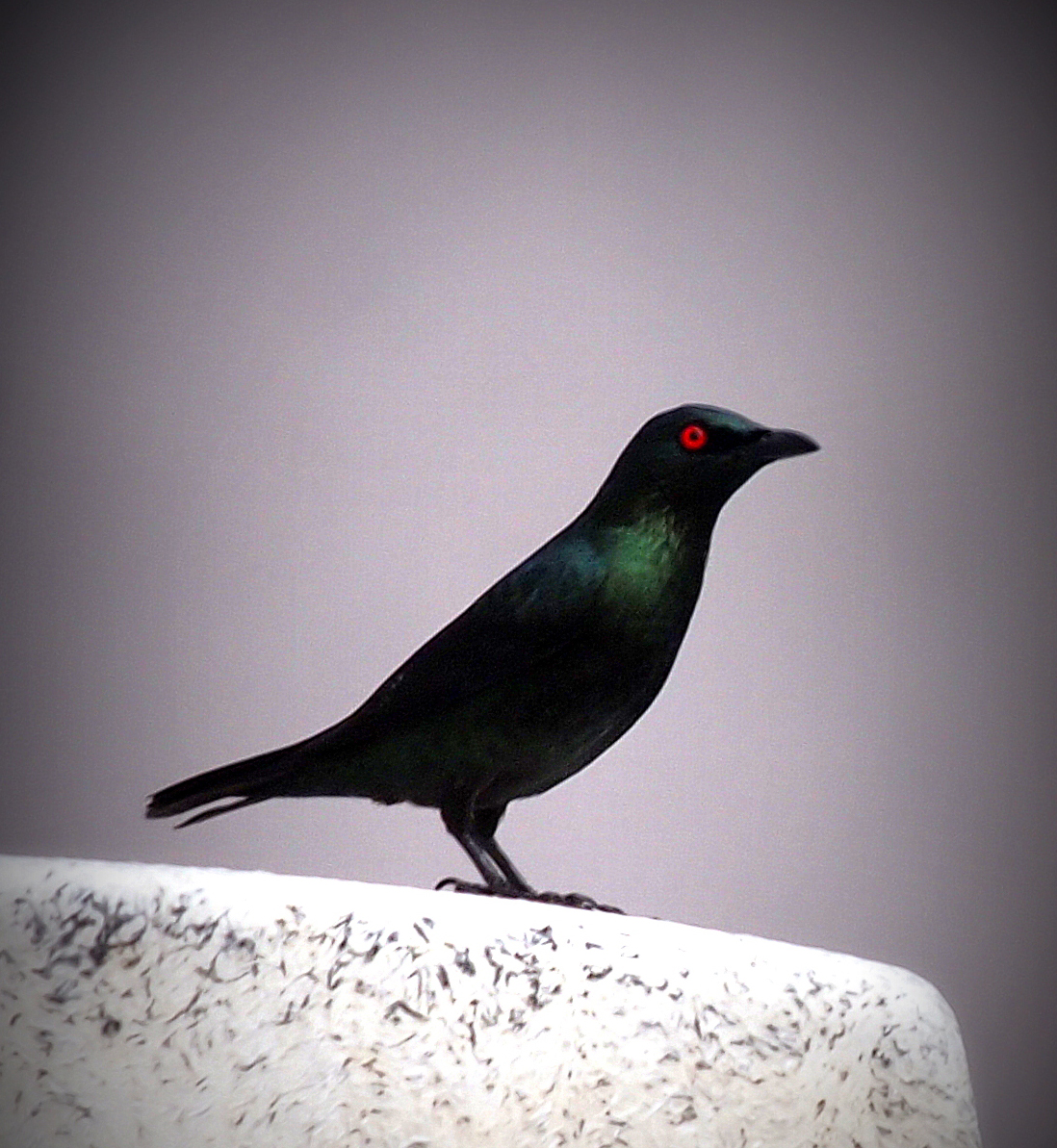
Adulto en Malasia.

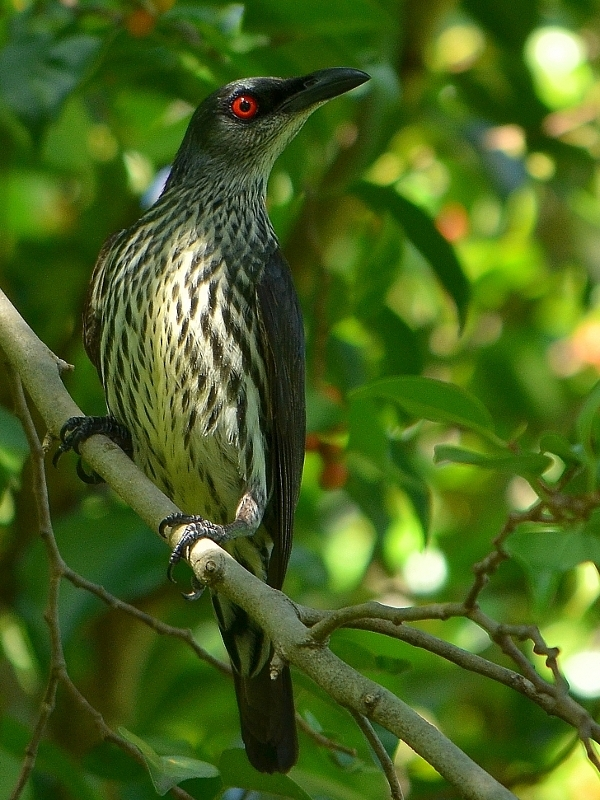
Inmaduro.

El estornino de bronceado mide entre 17 y 20 cm de largo. Tiene la cola corta y de terminación cuadrada. El plumaje de los adultos es totalmente negro, con irisaciones verdes. El iris de sus ojos es de color rojo intenso. Su pico es negro y ligeramente curvado hacia abajo, y sus patas también son negras. En cambio los juveniles tienen el plumaje de las partes superiores pardo y el de las inferiores anteadas densamente veteadas en pardo; sus ojos son amarillos, anaranjados o rosados, al parecer se enrojecen gradualmente con la edad.

## Distribución y hábitat

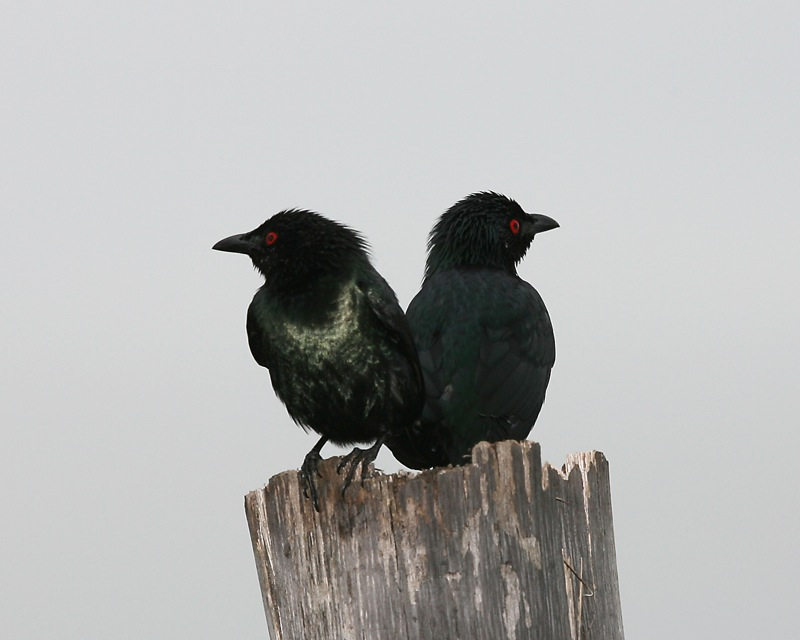
Ejemplares en Singapur.

Se extiende por las regiones costeras desde Bangladés hasta la península malaya, y el sur de Indochina, además se encuentra en las islas Mayores de la Sonda, las Filipinas, las islas Andamán, Bali e islas menores circundantes; distribuido por Bangladés, Brunéi, extremo oriental de la India, Indonesia, Malasia, Birmania, Filipinas, Singapur y Tailandia. 
Su hábitat natural son las selvas húmedas y los manglares subtropicales y tropicales. También hay un gran número de poblaciones de esta especie que habitan las ciudades, donde se refugian en los edificios y en árboles abandonados. A menudo se desplaza en grandes grupos y se considera una de las especies de aves más ruidosas.